# Отделни маси
„Отделни маси“ (на английски: Separate Tables) е американски драматичен филм от 1958 година на режисьора Делбърт Ман с участието на Рита Хейуърт, Дейвид Нивън и Бърт Ланкастър, адаптация на едноименна пиеса.

## Сюжет
Пат Купър (Уенди Хилър) е управителка на крайбрежния хотел „Боргар“ в Борнмът, Англия. Едно от основните достойнства на хотела е, че са обособени отделни маси за всеки един гост или постоянен обитател, а те въобще не са малко. Дейвид Ангъс Полък (Дейвид Нивън) е пенсиониран майор, който обича да разказва за военните си подвизи. Сибил Рейлтън-Бел (Дебора Кар), която е влюбена в майора и страда от нервно разстройство, живее тук заедно с престарялата си майка, властната и строга госпожа Мод (Гладис Купър). Тяхна приятелка е Лейди Гладис Матисън (Кейтлин Несбит). Тук е домът и на хирурга Чарлз (Род Тайлър), който се подготвя за изпити и неговата приятелка Джейн (Одри Далтън), която е недоволна от неговата непрекъсната заетост, желаеща повече внимание към себе си. Пенсионираният преподавател по класическа литература Фаулър (Феликс Ейлмър) очаква поредния си ученик докато играе билярд с постоянната си противничка в играта и любителка на детективски романи, госпожица Мичъм (Мей Халат). В хотела също живее и алкохолизираният журналист Джон Малкълм (Бърт Ланкастър), в когото е влюбена Пат и на която той е направил предложение за брак, и новопристигналата светска дама Ан Шенкланд (Рита Хейуърт).
Прибирайки се подпийнал вечерта и сядайки на своята маса, Малкълм забелязва Ан и с удивление установява, че тя е бившата му съпруга, с която са се развели преди пет години, заради неговото поведение. В състояние на пиянство, той е нахлул в спалнята им и е изнасилил Ан, за което е бил осъден и е лежал в затвора. Ан му обяснява, че от свои приятели е научила за тежкото положение в което се намира Джон и преди собствената си сватба е решила да го посети и да се опита да му помогне. В отговор на това, Джон решава да напусне хотела и да замине с първия влак на следващата сутрин, по което Ан съди, че в живота му се е появила жена. Джон не само потвърждава този факт, но и съобщава на Ан, че е направил предложение за брак и си тръгва. В опита си да го спре, Ан целува Джон, но той я отблъсква и заминава на поредния запой.
Майор Полък забелязва пощальона и изчаквайки го да си тръгне, взима вестника и се опитва да откъсне една страница от него, но влязлата заедно с дъщеря си госпожа Мод го вижда и той непринудено се отдръпва. Взимайки вестника, възрастната жена, която за пореден път е отказала на дъщеря си желанието и да си намери работа и я е изпратила за очилата си, моли приятелката си Гладис да и прочете една статия. Информацията в статията шокира всички. Според вестникарите, по време на прожекция в киносалона един мъж се е опитал да изнасили жена и това е бил Полък. По-нататък в статията се разкрива, че той въобще не майор и никога не е участвал в бойните действия в Африка, а цялата Втора световна война е прекарал в Индия, служейки в продоволствения корпус. Възмутена от това, госпожа Мод решава да изсели Полък от хотела и свиква събрание с останалите живущи. Когато статията попада в ръцете на Сибил, която безрезервно вярва на майора, шокирана тя остава безмълвна, седейки зад своята маса. На събранието, при дейното участие на госпожа Мод, обитателите изказват негодуванието си срещу майора, но в негова защита се изказва Джон, който въпреки че осъжда неговите действия, не вижда причина той да напуска хотела. Жителите започват да гласуват за изселването на майора и когато идва реда на госпожа Мод, Джон прекъсва вота с молба и Сибил да гласува, което предизвиква нервен срив в девойката.
Джон Малкълм си взима бутилка алкохол и се опитва да се усамоти на терасата, но към него се присъединява Ан. След продължителна размяна на взаимни обвинения и упреци, двамата се прегръщат и започват да се целуват. После тръгват заедно към стаята на Ан. В коридора срещат Пат, която съобщава на Ан, че очаква обаждане от Лондон. След като тя отива към рецепцията, Пат съобщава на Джон, че веднага е разбрала коя е Ан и се опитва да го убеди да не общува повече с нея. Убеден в това, че бившата му съпруга е пристигнала, за да му помогне, Джон започва всячески да защитава Ан и обвинява себе си за всички неуспехи, но когато разбира от Пат, че от Лондон е звънял неговия издател, изпада в ярост. Значи той е разбрал за намеренията му да се ожени, а от там следва, че и Ан е знаела за това. Джон разбира, че намеренията на бившата му съпруга далеч не са толкова добронамерени, колкото е изглеждало в началото. Вбесен, въпреки опитите на Пат да го спре, Джон нахлува в стаята на Ан. Обвинявайки я в това, че тя просто не може да позволи на бившия си съпруг да е с друга жена и изслушвайки оправданията и, Джон хваща Ан за гърлото и започва да я души, но се взима в ръце, пуска я и изчезва навън. Разплакана, Ан тръгва след него, но на стълбището Джон и удря шамар и тя пада. На помощ на страдащата жена се притичват обитателите на хотела.
На сутринта майор Полък, връщайки се от разходка и нищо не подозиращ за събитията от вечерта, се приближава към Сибил, която седи на една пейка. Когато той започва за пореден път да разказва за своите подвизи в Тунис, момичето не издържа и го обвинява в лъжа. Разбрал, че съжителите му са разбрали истината, Полък изпада в униние и в отговор на въпроса на Сибил защо е постъпил така, той и разказва историята на своя живот. Полък е израснал самотен и стеснителен, не е оправдал очакванията на близките си и не може нормално да общува с жените. Именно с последното той си обяснява своята постъпка и търси извинение от Сибил, защото само пред нея наистина се чувства неудобно. Майорът открито и заявява, че те двамата са подходящи един за друг, тъй като и тя се страхува от хората и това е главната причина да си допаднат. Полък и казва, че ще замине. Плачещата Сибил всячески се опитва да успокои Ан, която очаква завръщането на Джон.
Връщайки се в хотела, Джон отива направо при Пат и я пита как се чувства Ан след шамара, който и е ударил и за което го е срам. В отговор, Пат му разказва, че е прекарала почти цялата нощ с бившата му съпруга, тъй като тя е случила на истерик и му заявява, че Ан отдавна е на успокоителни лекарства, че няма да се омъжва за никого и единственото, което иска е Джон да се върне при нея. Удивен от разказа на Пат, Джон я пита защо тя му казва всичко това. Пат отвръща, че винаги е знаела, че той все още обича Ан и ѝ е необходим. Въпреки това, Джон отказва да се срещне отново с бившата си съпруга. Дошлият Полък прекъсва разговора им. Джон си тръгва, а Пат казва на майора, че е против това той да се изнесе и го уговаря да остане.
Влизайки в столовата, Джон завързва разговор с Ан, която му признава, че не може да живее без него и през сълзи му разказва за самотния си живот в Ню Йорк. Скоро се събират и останалите живущи в хотела. Когато се появява Полък, в столовата настъпва гробна тишина. След като той си сяда на масата, за изненада на всички, Джон отива при него и го поздравява. След известно време към тях двамата се присъединява госпожица Мичъм и учителя Фаулър, който предлага на майора да прегледа вестника. За най-голямо удивление на своята приятелка, да поздрави майора отива Гладис Матисън. Възмутената госпожа Мод кара дъщеря си да напусне столовата заедно с нея, но Сибил отказва и въпреки желанието на майка си, решава да остане. Джон и Ан, усмихвайки се, сядат заедно на една маса. Когато на Полък му съобщават, че таксито го чака на главния вход, той моли да го отпратят обратно.

## В ролите
| Актьор         | Роля                     |
| -------------- | ------------------------ |
| Рита Хейуърт   | Ан Шенкланд              |
| Дебора Кар     | Сибил Рейлтън-Бел        |
| Дейвид Нивън   | майор Дейвид Ангъс Полък |
| Бърт Ланкастър | Джон Малкълм             |
| Уенди Хилър    | Пат Купър                |
| Гладис Купър   | госпожа Мод Рейлтън-Бел  |
| Кейтлин Несбит | Лейди Гладис Матисън     |
| Феликс Ейлмър  | господин Фаулър          |
| Род Тайлър     | Чарлз                    |
| Одри Далтън    | Джейн                    |
| Мей Халат      | госпожица Мичъм          |
| Присила Морган | Дорийн                   |

## Награди и номинации

### Награди
- Награда Оскар за най-добра мъжка роля на Дейвид Нивън от 1959 година.
- Награда Оскар за най-добра второстепенна женска роля на Уенди Хилър от 1959 година.
- Награда Златен глобус за най-добра мъжка драматична роля на Дейвид Нивън от 1959 година.
- Награда Давид от наградите Давид на Донатело за най-добра чуждестранна актриса на Дебора Кар от 1959 година.
- Второ място за Златен Лоуръл от наградите Лоуръл за най-добра мъжка драматична роля на Дейвид Нивън от 1959 година.
- Награда на „Националния борд на кинокритиците на САЩ“ за един от десетте най-добри филма през 1958 година.
- Награда Съркъл на „Филмовите критици на Ню Йорк“ за най-добър актьор на Дейвид Нивън от 1958 година.
- Второ място за наградата Съркъл на „Филмовите критици на Ню Йорк“ за най-добър филм от 1958 година.
- Второ място за наградата Съркъл на „Филмовите критици на Ню Йорк“ за най-добър сценарий на Терънс Ратиган и Джон Гей от 1958 година.
- Награди Сант Жорди за най-добър чуждестранен актьор на Дейвид Нивън от 1960 година.

### Номинации
- Номинация за Оскар за най-добър филм от 1959 година.
- Номинация за Оскар за най-добра женска роля на Дебора Кар от 1959 година.
- Номинация за Оскар за най-добър сценарий, базиран на странични източници на Терънс Ратиган и Джон Гей от 1959 година.
- Номинация за Оскар за най-добра операторска работа в черно-бял филм на Чарлз Ланг от 1959 година.
- Номинация за Оскар за най-добра музика на драма или комедия на Дейвид Раксин от 1959 година.
- Номинация за Златен глобус за най-добър драматичен филм от 1959 година.
- Номинация за Златен глобус за най-добра драматична женска роля на Дебора Кар от 1959 година.
- Номинация за Златен глобус за най-добра второстепенна женска роля на Уенди Хилър от 1959 година.
- Номинация за Златен глобус за най-добър режисьор на Делбърт Ман от 1959 година.
- Номинация за Златен Лоуръл от наградите Лоуръл за най-добра драматична женска роля на Дебора Кар от 1959 година.
- Номинация за Златен Лоуръл от наградите Лоуръл за най-добра второстепенна женска роля на Уенди Хилър от 1959 година.
- Номинация за наградата на „Сценаристката гилдия на Америка“ за най-добър американски драматичен сценарий на Терънс Ратиган и Джон Гей от 1959 година.[2]